# Jérémie Kisling
Pour les articles homonymes, voir Kisling.
Jérémie Kisling, né Jérémie Tschanz à Lausanne le 27 février 1976, est un auteur-compositeur-interprète suisse.
Jérémie Kisling explore divers moyens d’expression en français, poèmes, nouvelles, et enfin la chanson.

## Discographie
- Monsieur Obsolète, 2003
- Le Ours, 2005
- Antimatière, 2009
- Tout m'échappe, 2013
- Malhabiles, 2016